# Matilde Ras
Matilde Ras (* 1. September 1881 in Tarragona; † 15. April 1969 in Madrid) war eine spanische Graphologin, Übersetzerin und Autorin von Fachartikeln, Essays, Romanen, Theaterstücken und Drehbüchern. Sie gilt als Pionierin der wissenschaftlichen Graphologie in Spanien und Spezialistin für die Analyse von Don Quijote.

## Leben
Ras wurde in eine Intellektuellenfamilie hineingeboren. Ihr Vater war Architekt und ihre Mutter hatte Pädagogik in Frankreich und Spanien studiert. Ihr einziger Bruder, Aurelio, war ein Jahr jünger. Als Matilde zwei Jahre alt war, zog die Familie nach Kuba und ließ den Bruder bei einer Freundin in Spanien zurück. Nach dem Tod des Vaters in Kuba kehrten Mutter und Tochter nach Spanien zurück und lebten in Tarragona, Barcelona, Saragossa und Soria. Schließlich ließen sie sich in Madrid nieder, wo Ras das Gymnasium abschloss.
Schon in jungen Jahren zeigte sie eine große Vorliebe für Literatur. Sie las viel und schrieb Geschichten und Comics, die mit Erfolg in verschiedenen Kinderzeitschriften veröffentlicht wurden. Sie zeigte eine Veranlagung zum Zeichnen und wurde mit 18 Jahren Lehrerin. Aufgrund ihrer Französischkenntnisse, die ihr die Mutter beigebracht hatte, übersetzte sie Gedichte von Paul Verlaine, Charles Baudelaire, Paul Valéry und anderen. Sie wurde eine leidenschaftliche Leserin von Voltaire. 
Sie gehörte mit Elena Fortún zur Gruppe spanischer Feministinnen, die dem Círculo Sáfico von Victorina Durán in Madrid angehörten. Wie viele Mitglieder dieses Kreises gehörte sie auch dem 1926 gegründeten Lyceum Club Femenino an. Die Gruppe setzte sich für die Rechte der Frauen ein, forderten eine neue Rolle der Frauen in der Gesellschaft und setzten sich mit gegensätzlichen Meinungen wie denen von Santiago Ramón y Cajal, Gregorio Marañón oder Pilar Primo de Rivera auseinander.
Eine intensive Freundschaft zwischen Ras und Fortún begann in den 1920er Jahren während ihrer gemeinsamen Mirarbeit an der Zeitschrift Blanco y Negro. Inwieweit es eine lesbische Beziehung war, ist spekulativ. Ras und Fortún hielten ihre Beziehung diskret. Getrennt wurden sie durch das Exil von Fortún, die beschloss, ihrem Mann nach dem Ende des Bürgerkriegs ins Exil in Argentinien zu folgen.
Ras selbst ging zwischen 1941 und 1943 ins Exil nach Portugal. Dort schrieb sie ein Tagebuch, in dem sie über die Leiden des Bürgerkriegs und ihren Aufenthalt in Portugal berichtete, einer Oase des Friedens, während Europa im Zweiten Weltkrieg versunken war.
Zum Kriegsende kehrte sie nach Madrid zurück, wo sie 1969 starb.
Im Juli 2018 brachten der Verein Herstóricas. Historia, Mujeres y Género und das Kollektiv Autoras de Cómic im Rahmen eines Kultur- und Bildungsprojekts, um den historischen Beitrag von Frauen in der Gesellschaft sichtbar zu machen und über ihre Nichtbeachtung zu reflektieren, ein Kartenspiel heraus, in dem eine der Karten Ras gewidmet ist.
Im Februar 2020 wurde die Theaterproduktion Elena Fortún von María Folguera im Centro Dramático Nacional aufgeführt, in der Matilde Ras, gespielt von Irene Martín Guillén, als wichtige Nebenfigur auftritt.

## Graphologie
Schon in jungen Jahren interessierte sie sich für die Graphologie, nachdem sie das Buch Méthode pratique de Graphologie von Jean-Hippolyte Michon entdeckt hatte. Sie machte er Bekanntschaft mit L'écriture et le caractère von Jules Crépieux-Jamin, dem Vater der französischen Graphologie, das später durch sie übersetzt und 1933 veröffentlicht wurde. Im Jahr 1917 veröffentlichte sie ihr erstes Buch, Grafología. Estudio del carácter por la escritura, das von Editorial Estvdio in Barcelona veröffentlicht wurde. Mitte 1923 gewährte ihr die Junta para Ampliación de Estudios ein Stipendium, und sie zog nach Paris, um ihre Studien fortzusetzen und ein Diplom in Schriftvergleichung zu erwerben.
Ihre graphologische Arbeit spiegelte sich in zahlreichen Beiträgen in Madrider Zeitschriften und Zeitungen wie Por esos mundos, El Heraldo de Madrid, Blanco y Negro, Estampa wider. 1925 kehrte sie nach Spanien zurück und begann, Beiträge für ABC zu schreiben, eine Arbeit, die sie ihr Leben lang fortsetzen sollte. 1929 veröffentlichte sie ihr zweites Werk, Grafología: las grandes revelaciones de la escritura, das vom Verlag Editorial Labor herausgegeben wurde. Etwa zur gleichen Zeit schrieb sie auch den Eintrag zur Graphologie Enciclopedia Espasa.
Nach und nach wurde sie zur professionellen Referenz auf dem Gebiet der Graphologie. Neben ihren Veröffentlichungen, ihrer Arbeit als Beraterin von Unternehmen und Privatpersonen und ihren Privatkursen (von 1917 bis zu ihrer Pensionierung unterhielt sie eine graphologische Praxis in Madrid)  war sie Professorin für praktische Graphologie und Dozentin am Instituto Internacional de Boston in Madrid.

## Autorin und Übersetzerin
Ras' literarisches Werk, das von Kindergeschichten bis zu Theaterstücken reicht, ist etwas im Schatten ihrer graphologischen Studien geblieben. Sie arbeitete als Übersetzerin und konzentrierte sich auf die Klassiker der Kinder- und Jugendliteratur wie Charles Perrault, die Brüder Grimm und Hans Christian Andersen. Sie galt als Spezialistin für die Analyse von Don Quijote.
1915 veröffentlichte sie den Cuentos de la Gran Guerra in dem sie die Lebensgeschichten einfacher Bürger im Kontext des Krieges erzählt.
Ihre Korrespondenz mit verschiedenen Künstlern ist überliefert, die bekannteste ist mit Caterina Albert i Paradís; die sie die perfekte Gesprächspartnerin betrachtete und mit der sie zwischen 1904 und 1964 eine briefliche Beziehung unterhielt. Der Briefverkehr offenbart viele Facetten von Ras sowohl als Schriftstellerin wie auch als Frau.

## Werke
Zur Graphologie
- Grafología. Estudio del carácter por la escritura (1917)
- Grafología: las grandes revelaciones de la escritura (1929)
- Grafología (1933)
- La inteligencia y la cultura en el grafismo (1945)
- El retrato grafológico (1947)
- Historia de la escritura y grafología (1951)
- Los artistas escriben (1953)
- Lo que sabemos de Grafopatología (1963)

Andere Werke
- Donde se bifurca el sendero (1913)
- Cuentos de la Guerra (Kurzgeschichten, 1916)
- Quimerania (Kurzgeschichten, 1918)
- Charito y sus hermanas (1946)
- Diario (Elena Fortún gewidmet, 1946)
- Heroísmos oscuros (1968)
- El amo und El taller de Pierrot (Theaterstücke, 1934)